# Морская полиция: Спецотдел (сезон 14)
29 февраля 2016 года CBS продлил сериал сразу на 14 и 15 сезоны. Четырнадцатый сезон стартовал 20 сентября 2016. После ухода Майкла Уэзерли (роль Энтони ДиНоззо), в основной состав были переведены Уилмер Эдуардо Вальдеррама (роль Николас Торрес) и Дженнифер Эспозито (роль Александра Квинн). В сезоне так же ожидается появление Дуэйн Генри (Клейтон Ривз), который появился в двух последних эпизодах 13-го сезона, и которого перевели на постоянное участие.
По завершении производства сезона было объявлено, что Дженнифер Эспозито (роль Александра Квинн) не вернется на сезон 15

## В ролях
| Имя                           | Исполнитель                | В ролях    | Периодический персонаж |
| ----------------------------- | -------------------------- | ---------- | ---------------------- |
| Лерой Джетро Гиббс            | Марк Хэрмон                | весь сезон | н/д                    |
| Элеонора «Элли» Бишоп         | Эмили Уикершем             | весь сезон | н/д                    |
| Тимоти МакГи                  | Шон Мюррей                 | весь сезон | н/д                    |
| Николас Торрес                | Уилмер Эдуардо Вальдеррама | весь сезон | н/д                    |
| Александра Квинн              | Дженнифер Эспозито         | весь сезон | н/д                    |
| Джимми Палмер                 | Брайан Дитцен              | весь сезон | н/д                    |
| Эбби Шуто                     | Поли Перретт               | весь сезон | н/д                    |
| Леон Вэнс                     | Роки Кэрролл               | весь сезон | н/д                    |
| Доктор Дональд «Даки» Мэллард | Дэвид Маккаллум            | весь сезон | н/д                    |
| Клейтон Ривз                  | Дуэйн Генри                | весь сезон | н/д                    |

## Эпизоды
| № | №  | Название                                             | Режиссёр              | Сценарист                                                               | Дата показа в США | Зрители США (миллионы) |
| --- | -- | ---------------------------------------------------- | --------------------- | ----------------------------------------------------------------------- | ----------------- | ---------------------- |
| 307 | 1  | «Rogue» «Изгой»                                      | Тони Уормби           | Гэри Гласберг и Скотт Уильямс                                           | 20 сентября 2016  | 15.99                  |
| Когда случается автоавария, взрывается автомобиль в котором находился офицер ВМФ, который погибает при взрыве. Во время расследования, обнаруживается что целью был не сам офицер - а его жена, которая является сестрой агенту NCIS. Последний находился под глубоким прикрытием и расследовал коррупционные схемы нефтяного магната. В это же время, специальный агент Квин, пристраивается тенью к команде Гиббса, что бы выяснить, подходит он на роль нового агента команды Гиббса. С этого момента к команде присоединяется специальный агент Александра Квинн, и специальный агент Николас Торрес. |    |                                                      |                       |                                                                         |                   |                        |
| 308 | 2  | «Being Bad» «Не успехи»                              | Джеймс Уитмор-младший | Стивен Д. Биндер                                                        | 27 сентября 2016  | 15.52                  |
| Расследуя смерть на вечере встреч выпускников школы в Квантико, команда натыкается на бомбу, оставленную погибшим. Команда начинает копать на убитого, и обнаруживает, что он был вором, и обчищал друзей, знакомых и всех, кто терял бдительность. Так же они раскрывают целую такую сеть. А тем временем Торрес и Квинн стараются приспособиться к роли агентов и членов команды Гиббса. |    |                                                      |                       |                                                                         |                   |                        |
| 309 | 3  | «Privileged Information» «Защищенная информация»     | Эдвард Орнелас        | Джордж Шенк & Фрэнк Кардеа                                              | 4 октября 2016    | 14.44                  |
| Команда расследует гибель сержанта морской пехоты, и узнает что его врачом является доктор Грейс Канфалон, и Гиббс пытаясь выяснить что скрывает доктор, тот ссылается на конфиденциальность и медицинскую тайну. Тем временем Торренс ищет себе жилье. |    |                                                      |                       |                                                                         |                   |                        |
| 310 | 4  | «Love Boat» «Любимая лодка»                          | Терренс О'Хара        | Кристофер Дж. Уэйлд                                                     | 11 октября 2016   | 14.77                  |
| Тело лейтенанта обнаружено на эсминце вовремя так называемого круиза под названием "Тигр", где гражданские могут посмотреть быт моряков в походе, и провести ночь на корабле. Гиббс, Квинн и Палмер отправляются на корабль, что бы расследовать смерть лейтенанта. В это же время МакГи обдумывает свои действия, как и где он сделает предложение Делайле. |    |                                                      |                       |                                                                         |                   |                        |
| 311 | 5  | «Philly» «Фили»                                      | Аллан Аркуш           | Скотт Уильямс                                                           | 18 октября 2016   | 14.76                  |
| Офицер МИ-6 Клейтон Ривз выходит на связь с Гиббсом, и сообщает что когда искал своего коллегу и друга из МИ-6, находит тело старшины ВМС вместе с маячком своего коллеги в Филадельфии. На место отправляется Бишоп и Квинн что бы расследовать все на месте. Тем временем Квинн тяжело вспоминания, и рассказывая о своем прошлом в полиции, и о причинах, которые заставили ее покинуть город. |    |                                                      |                       |                                                                         |                   |                        |
| 312 | 6  | «Shell Game» «Подставная игра»                       | Томас Дж. Райт        | Брендан Феили                                                           | 25 октября 2016   | 14.08                  |
| Пленница, сумела убежать от своего похитителя, полиция обнаруживает связь с ее пропавшем мужем. NCIS берется за расследование. Тем временем Эбби берется за изготовление подарков новичкам команды Гиббса. |    |                                                      |                       |                                                                         |                   |                        |
| 313 | 7  | «Home of the Brave» «Дом отважных»                   | Элрик Райли           | Джина Люсита Монреаль                                                   | 15 ноября 2016    | 14.73                  |
| Торренс нарушает протокол, когда в разыскиваемом миграционной и таможенной службой обнаруживает свидетеля текущего дела. По ходу расследования, ДиНоззо старший собирает старых друзей Тони - Эбби, МакГи и Бишоп, что бы им предложить бывшую квартиру своего сына. |    |                                                      |                       |                                                                         |                   |                        |
| 314 | 8  | «Enemy Combatant» «Враг»                             | Тони Уормби           | Дженнифер Корбетт                                                       | 22 ноября 2016    | 14.86                  |
| Команда выезжает среди ночи на вызов, и обнаруживает что был убит каплан ВМФ. В ходе расследования, Бишоп отправляют в тюрьму Гуантанамо, что бы собрать доказательства об убийстве каплана, и параллельно проклинает свою работу на АНБ. Параллельно с этим расследованием, к Бишоп приезжают братья, и посещают офис NCIS, что бы познакомиться с коллегами своей сестры, а также выяснить, с кем она встречается. |    |                                                      |                       |                                                                         |                   |                        |
| 315 | 9  | «Pay to Play» «Плати и играй»                        | Арвин Браун           | Синди Хемингуэй                                                         | 6 декабря 2016    | 14.64                  |
| К команде Гиббса обращается конгрессмен Дженна Флемминг, когда обнаруживает серию угроз в свой адрес от недоброжелателей. Директор NCIS Леон Вэнс берется за курирование охраны для конгрессмена, пока идет расследование. |    |                                                      |                       |                                                                         |                   |                        |
| 316 | 10 | «The Tie That Binds» «Завязанный галстук»            | Арвин Браун           | Стивен Д. Биндер                                                        | 13 декабря 2016   | 14.74                  |
| Команда берется за расследование убийства капитана ВМС. В ходе расследования, обнаруживается, что он имел отношения с матерью Даки в молодости. Сам Даки размышляет на тему, правильно ли он поступил 37 лет назад, когда еще жил в Великобритании. Тем временем команда Гиббса, начинает обмениваться праздничными подарками в честь Рождества, а сам Гиббс отправляется на праздничный ужин к Форнеллу. |    |                                                      |                       |                                                                         |                   |                        |
| 317 | 11 | «Willoughby» «Уиллоуби»                              | Тони Уормби           | Джина Люсита Монреаль                                                   | 3 января 2017     | 15.79                  |
| NCIS ищет новые зацепки в деле после провальной секретной операции, по задержанию бизнесмена, который использует террор для контроля и манипуляций фондового рынка. Бишоп и Касим смогли найти кое-что новое в этом деле. |    |                                                      |                       |                                                                         |                   |                        |
| 318 | 12 | «Off the Grid» «Вне сети»                            | Рокки Кэрролл         | Джордж Шенк & Фрэнк Кардеа                                              | 17 января 2017    | 15.49                  |
| Когда Гиббс не появляются на работе, команда обнаруживает, что он возобновляет операцию под прикрытием, чтобы поймать кого-то из розыскного листа NCIS. |    |                                                      |                       |                                                                         |                   |                        |
| 319 | 13 | «Keep Going» «Продолжение»                           | Терренс О'Хара        | Скотт Уильямс (сценарий), Маттью Р.Джаррет & Скотт Дж. Джаррет (сюжет), | 24 января 2017    | 16.21                  |
| Во время молниеносного расследования NCIS, Палмер присоединяется к незнакомцу на внешнем уступе здания, пытаясь спасти его жизнь. |    |                                                      |                       |                                                                         |                   |                        |
| 320 | 14 | «Nonstop» «Без остановки»                            | Марк Хоровиц          | Брендан Феили                                                           | 7 февраля 2017    | 15.57                  |
| Убийство старшины в маленьком городке за пределами округа Колумбия побуждает морскую полицию (NCIS) снова работать с «Шерлоками», частной исследовательской командой, в которую входит их новый член, Энтони ДиНоззо-старший. |    |                                                      |                       |                                                                         |                   |                        |
| 321 | 15 | «Pandora's Box (Part I)» «Ящик Пандоры (часть I)»    | Олрик Райли           | Кристофер Дж. Уэйлд                                                     | 14 февраля 2017   | 15.29                  |
| После того, как мозговой центр безопасности Эбби скомпрометирован, и у нее обнаружена настоящая бомба, команда NCIS обнаруживает, что лидер группы был убит, и была похищена теоретическая книга по борьбе с терроризмом. Этот эпизод стал кроссовером спин-оффа «Морская полиция: Новый Орлеан» и завершен эпизодом -Морская полиция: Новый Орлеан (сезон 3).Ящик Пандоры (часть II) (англ. "Pandora's Box (Part II)"). |    |                                                      |                       |                                                                         |                   |                        |
| 322 | 16 | «A Many Splendored Thing» «Много чего изумительного» | Майкл Цинберг         | Дэвид Дж. Норт & Стивен Д. Биндер                                       | 21 февраля 2017   | 14.87                  |
| Бишоп полна решимости отомстить за убийство Касима, ее покойного бойфренда, после того, как Гиббс и команда находят новую зацепку в деле Чэна. Кроме того, Торрес учит агентов искусству карманника. |    |                                                      |                       |                                                                         |                   |                        |
| 323 | 17 | «What Lies Above» «То что лежит выше»                | Лесли Либман          | Скотт Уильямс                                                           | 3 марта 2017      | 14.17                  |
| МакГи обнаруживает свою квартиру, распотрошенную грабителем, который искал очень ценный скрытый объект, который спрятал там где-то осужденный преступник,предыдущий владелец квартиры. Кроме того, конгрессмен Флемминг (Мэри Стюарт Мастерсон) пытается убедить директора Вэнса продолжить карьеру в политике. |    |                                                      |                       |                                                                         |                   |                        |
| 324 | 18 | «M.I.A.» «Человек за бортом»                         | Томас Дж. Райт        | Дженнифер Корбетт                                                       | 14 марта 2017     | 14.16                  |
| Чтобы выполнить предсмертное желание моряка, Гиббс и команда NCIS повторно инициировали дело об убийстве, которое первоначально было признано случайной смертью. Также дело напоминает Торресу о трагическом времени из его прошлого.Прояснилось,что Торрес был ранее помолвлен с женщиной по имени София, но она умерла от рака. |    |                                                      |                       |                                                                         |                   |                        |
| 325 | 19 | «The Wall» «Стена»                                   | Бетани Руни           | Джина Люсита Монреаль                                                   | 28 марта 2017     | 14.35                  |
| Когда морской пехотинец убит на мероприятии некоммерческой организации "Сеть полетов чести", которая организует для ветеранов Второй мировой войны, Корейских и Вьетнамских войн бесплатные посещения военных мемориалов, команда NCIS должна полагаться на раздражительного ветерана войны во Вьетнаме, Генри Роджерса (Брюс Макгилл), чтобы получить подробную информацию о местонахождении жертвы в течение дня. Кроме того, Макги и Бишоп исследуют сочные слухи о Куинне и Торресе. |    |                                                      |                       |                                                                         |                   |                        |
| 326 | 20 | «A Bowl of Cherries» «Блюдо, полное вишен»           | Эдвард Орнелас        | Брендан Феили                                                           | 4 апреля 2017     | 13.83                  |
| После того, как ноутбук вице-адмирала заражен вымогателями, вице-адмирал (Брюс Уильям Бокслейтнер) вербует МакГи и команду NCIS, чтобы разыскать хакера, прежде чем компьютерный вирус устранит его личные и профессиональные файлы. Кроме того, Алекс берет отпуск, чтобы помочь своей матери, Мари Куинн (Mercedes Ruehl), после того, как она получает сообщение "911". |    |                                                      |                       |                                                                         |                   |                        |
| 327 | 21 | «One Book, Two Covers» «Одна книга, две обложки»     | Терренс О'Хара        | Давид Дж. Норт                                                          | 18 апреля 2017    | 13.32                  |
| Команда полагается на материалы дела Торреса и знания о байкерской банде,когда убийство офицера связывают с бывшими членами банды, в которой он однажды провел год под прикрытием. |    |                                                      |                       |                                                                         |                   |                        |
| 328 | 22 | «Beastmaster» «Повелитель зверей»                    | Бетани Руни           | Кристофер Дж. Уайлд                                                     | 2 мая 2017        | 12.88                  |
| Убийство морского пехотинца в Рок-Крик-парке приводит команду к работе с полицейским парка Мэй Доусон (Эли́забет Рём) по делу - и вскоре обнаруживает связь с продажей африканского мяса диких животных. Между тем, команда должна пройти сертификацию перцового аэрозоля. |    |                                                      |                       |                                                                         |                   |                        |
| 329 | 23 | «Something Blue» «Что-то голубое»                    | Джеймс Уитмор мл.     | Дженнифер Корбетт & Скот Уильямс                                        | 9 мая 2017        | 13.39                  |
| Стресс МакГи и Делайлы (Марго Харшман)от неизбежной свадьбы берет свое, Делайла спешит в больницу. После того, как молодой и здоровый старшина на борту эсминца ВМС умирает во сне, команда NCIS отправляется в море. |    |                                                      |                       |                                                                         |                   |                        |
| 330 | 24 | «Rendezvous» «Рандэву»                               | Тони Уормби           | Джордж Шенк & Фрэнк Кардеа & Стивен Д. Биндер                           | 16 мая 2017       | 13.33                  |
| Когда части тела мертвого морского котика обнаруживаются в Парагвае, Гиббс, МакГи и Торрес отправляюстя туда, чтобы найти своего коллегу, чтобы выяснить, из-за чего он нарушил приказ поехав туда. Эпизод заканчивается тем, что Гиббс и МакГи уехали в Парагвай, чтобы встретиться с группой повстанцев. |    |                                                      |                       |                                                                         |                   |                        |